# لیونل دوروا
لیونل دوروا (به فرانسوی: Lionel Duroy) (زادهٔ ۱ اکتبر ۱۹۴۹ در بنزرت) نویسنده و روزنامه‌نگار فرانسوی است.
دوروا خالق بیش از بیست رمان است که برخی از آن‌ها به صورت فیلم درآمده‌اند. او در سال ۲۰۱۲، با انتشار رمان زمستان انسان‌ها (L’Hiver des hommes) موفق به کسب دو جایزهٔ ادبی شد.

## آثار مهم
- Hienghène, le désespoir calédonien, 1988.
- Priez pour nous, 1990.
- Le Chagrin: roman, 2010.
- L’Hiver des hommes, 2012.
- Disparaître, 2022.